# Pierre Toulat
Ne doit pas être confondu avec Jean Toulat.
Pierre Toulat, né le 20 février 1922 à Chauvigny et mort le 10 octobre 2018 à Poitiers, est un ecclésiastique français.
Il est prêtre du diocèse de Poitiers, aumônier de la Jeunesse agricole chrétienne, formateur de jeunes prêtres, secrétaire général adjoint, chargé de la commission sociale de la Conférence des évêques de France, secrétaire de la commission Justice et Paix France, rédacteur en chef de la revue Migrations et sociétés, membre de la communauté Mission de France.

## Biographie
Son père meurt alors qu'il est tout jeune, il vit avec sa mère et sa sœur. Son frère Jean, de sept ans son aîné est également prêtre catholique, écrivain et essayiste. Après des études au collège Saint-Stanislas de Poitiers, il passe son bac en 1938, à 16 ans, et entre au séminaire d’Issy-les-Moulineaux. La guerre éclate peu après son entrée au séminaire et les cours sont dispersés. Il fait, en 1941-42,  un an de chantier de jeunesse près de Bourges ce qui lui permet d’échapper au STO. De retour à Issy-les-Moulineaux il est ordonné prêtre le 9 mai 1944.
En 1950 Monseigneur Vion, évêque de Poitiers,  le nomme aumônier diocésain de trois mouvements, la Jeunesse Agricole Chrétienne (JAC), le Mouvement Familial Rural (MFR) et la Jeunesse Agricole Chrétienne Féminine (JACF). En 1954, nommé aumônier national de la JACF il va à Paris. En 1960 il est chargé de la formation des jeunes prêtres, fonction qu'il assure jusqu'en 1966. Il est alors appelé au service de l’épiscopat de France, dans un premier temps en qualité de secrétaire général adjoint de l’épiscopat pour l’apostolat des laïcs (1966-1971), puis comme secrétaire général de la Commission sociale (1971-1981). Il met en œuvre une création du Concile Vatican II : la commission Justice et paix. Parallèlement, il participe à la création, le 16 juin 1974, d'Action des chrétiens pour l’abolition de la torture (ACAT) dont il est le premier vice-président catholique. Confronté à une perte importante de la vision  Pierre Toulat intègre une équipe liée à la Mission de France à Fontenay-sous-Bois, à partir de 1989 et jusqu’en 2009.

## Engagements
Pierre Toulat s'est fréquemment engagé, soit à titre personnel soit au titre d'une institution à laquelle il appartenait, en signant des textes, des pétitions, des articles, en tenant des conférences :
Appel au dialogue dans l'église catholique : « Nous ne nous reconnaissons pas dans les attitudes frileuses des plus hauts responsables de l'épiscopat et du Vatican », texte paru dans le Monde et signé, outre Pierre Toulat, par Renée et François Bédarida, historiens, Jean Delumeau, professeur au Collège de France, Pierre Pierrard, historien,  Georges Montaron, directeur de Témoignage chrétien.
Dénonciation de la torture : « rencontre avec Jean-Paul II de responsables chrétiens : Pierre Toulat, secrétaire de la commission française Justice et paix, la présidente protestante du mouvement, Jacqueline Westercamp, Elisabeth Behr-Sigel, orthodoxe, et Guy Aurenche, avocat catholique, ils ont expliqué le sens de cette visite : Nous avons voulu exprimer notre assentiment à toutes les paroles que l'Église et le pape ont déjà eues pour dénoncer tout ce qui abîme l'homme, et dont la torture et les exécutions capitales sont les formes les plus atroces ». 
Appel pour la paix scolaire : Les signataires de cet appel se déclarent « convaincus qu'un dialogue sur la question scolaire est possible et nécessaire entre chrétiens soucieux de l'annonce de l'évangile et de la paix civile ». Parmi les vingt signataires, outre Pierre Toulat : Dominique Chenu, Eugène Descamps, Roger Fauroux,  Georges Hourdin, André Jeanson, Georges Montaron, René Rémond.
Soutien à la création d'un Comité Palestine et Israël vivront : « Les deux États doivent exister côte à côte, indépendants, souverains et pacifiques ». Au côté de Pierre Toulat les signataires sont Roby Bois, pasteur, secrétaire général du Cimade ; Claude Bourdet, journaliste ; Jean Cassou, écrivain ; Jacques Debû-Bridel, membre fondateur du C.N.R. ; Jean-Marie Domenach ; Yvonne Dornès ; Jean-Yves Le Drian ; Jean Lacroix ; Didier Motchane, Pierre Vidal-Naquet…

## Publications

### Livres
- Les Chrétiens dans le monde rural, Paris, Seuil, 1962, 416 p.(co-auteurs : Ange Bougeard  et Joseph Templier)
- Des Évêques face au problème des armes Paris, Édition du Centurion, 1973, 167 p.
- Un chemin d'humanité, Paris, ed. Karthala, 2014, 213 p.
- Des Églises d'Occident face aux exportations d'armes, 1973-1978, Paris, Éditions l'Harmattan, 1979, 135 p.

### Articles
- « Jeunes publics et grèves de la faim », revue Christus n° 114, avril 1982
- « Réactions à l'innovation », revue Christus n° 80, octobre 1973
- « En milieu rural déchristianisé », revue Christus n° 48, octobre 1965
- « El Salvador : l’ère Rivera y Damas », Le Monde diplomatique ; avril 1983